# Mount Kempt (Neuguinea)
Der Mount Kempt ist ein Berg im Süden Neubritanniens mit einer Höhe von 2454 Metern. Er liegt innerhalb einer grob von Nordwest nach Südost verlaufenden Bergkette im Inland der Provinz Morobe von Papua-Neuguinea. Die Gegend um den Mount Kempt ist überwiegend bewaldet und fällt im Nordosten zum Meer hin ab.